# Yining (powiat)
Yining (chiń. 伊宁县; pinyin: Yīníng Xiàn; ujg. غۇلجا ناھىيىسى, Ghulja Nahiyisi; kaz. قۇلجا اۋدانى, Qulja Awdanı) – powiat w zachodnich Chinach, w regionie autonomicznym Sinciang, w prefekturze autonomicznej Ili. W 2000 roku liczył 385 829 mieszkańców.

## Historia
Powiat został utworzony pod nazwą Ningyuan (寧遠縣) 25 maja 1888 roku. Obecną nazwę otrzymał w 1914 roku. 23 maja 1952 roku z powiatu wydzielono miasto Yining.